# Saint-Brieuc-de-Mauron
Saint-Brieuc-de-Mauron település Franciaországban, Morbihan megyében. Lakosainak száma 294 fő (2022. január 1.). Saint-Brieuc-de-Mauron Illifaut, Mauron, Guilliers, Évriguet és Brignac községekkel határos.

## Népesség
A település népessége az elmúlt években az alábbi módon változott:
| Lakosok száma | 461  | 359  | 336  | 307  | 349  | 344  | 331  | 304  | 302  | 294  |
|               | 1968 | 1982 | 1990 | 2006 | 2013 | 2015 | 2017 | 2019 | 2020 | 2022 |